# Sander van Gessel
Sander van Gessel (nacido el 4 de noviembre de 1976) es un exfutbolista neerlandés que se desempeñaba como defensa.
Jugó para clubes como el Groningen, Heerenveen, NAC Breda, Sparta de Rotterdam y JEF United Chiba.

## Trayectoria

### Clubes
| Club                | País         | Año         |
| ------------------- | ------------ | ----------- |
| Groningen           | Países Bajos | 1995 - 2000 |
| Heerenveen          | Países Bajos | 2000 - 2002 |
| Groningen           | Países Bajos | 2002 - 2005 |
| NAC Breda           | Países Bajos | 2005 - 2008 |
| Sparta de Rotterdam | Países Bajos | 2008 - 2010 |
| JEF United Chiba    | Japón        | 2011        |